# ۴۸۴ (پیش از میلاد)
۴۸۴ (پیش از میلاد) ۴۸۴مین سال قبل از تقویم میلادی است.

## رویدادها

### بر حسب مکان

#### امپراتوری پارس
- خشایارشای اول شورش مصریان علیه امپراتوری هخامنشی را فرونشاند. او "بخش دلتا" را در یک پروسه زمانی مورد تاخت و تاز قرار داد، و سپس برادرش را به عنوان ساتراپ مصر برگزید.
- با وجود تلاش شورشیان سرزمین و شهر بابل، این بخش به طور کامل تحت فرمانروایی امپراتوری هخامنشی باقی ماند. خشایارشا ضمن سرکوب شورش، استحکامات دفاعی آنجا را نابود کرده و مجسمه خدای مردوخ را تخریب کرد.[۱]

#### یونان
- دولتمرد و ژنرال آتنی زانتیپوس(۵۲۵-۴۷۵ ق.م.) مورد استراسیزم قرار گرفت.[۲]

#### روم
- رومیان در جنگ از دو شهر خود دفاع کردند.
- اختصاص دادن معبد کستل و پلوکس.

### بر حسب موضوع

#### ادبیات
- نمایشنامه‌نویس آتنی آیسخولوس در جشنوارهٔ دیونیسیا جایزه‌اول درام را برد.

## زادگان
- هرودوت از هالیکارناسوس؛ تاریخ‌نگار یونانی (تاریخ تقریبی)(مرگ: ۴۲۵ق.م.)